# Bulevar Voltaire
El bulevar Voltaire (en francés: le boulevard Voltaire) es un largo bulevar parisino. Es el eje principal del XI distrito de la capital. Une las plazas de la República y de la Nación, dos símbolos de la izquierda francesa, lo que lo convierte en recorrido habitual de manifestaciones. Debe su nombre al conocido escritor y filósofo francés de la Ilustración Voltaire.

## Historia
Creado por el Barón Haussmann bajo Napoleón III, el bulevar recibió inicialmente el nombre de bulevar del Príncipe Eugène hasta que el 25 de octubre de 1870 fue rebautizado con su actual denominación.
Durante la Comuna de París, el 25 de mayo de 1871, tanto Charles Delescluze como Auguste-Jean-Marie Vermorel, ambos personajes destacados de este episodio histórico, fueron heridos en una barricada situada a principios del bulevar con intención de bloquear el acceso a la plaza de la República (llamada plaza del Chateau d'Eau, en aquel momento). Mientras el primer falleció en el lugar, el segundo fue hecho prisionero muriendo días después. 
El 8 de febrero de 1962, durante una manifestación contra la Organización del Ejército Secreto promovida por partidos de izquierdas, sindicatos y estudiantes, ocho personas encontraron la muerte a la altura de la estación de metro de Charonne al tratar de encontrar refugio en la estación mientras huían de las violentas cargas policiales.

## Lugares de interés
Partiendo de la plaza de la República, en el bulevar se encuentra:

### Bataclan
Se encuentra en el n.º 50. Es una sala de espectáculos construida en 1854 por Charles Duval y que tiene una capacidad para 1500 personas. Recientemente ha sido repintada recuperando los tonos vivos que caracterizan su fachada.

### Iglesia San Ambrosio
Situada a la altura del n.º 71, este templo construido entre 1863 y 1868, es una muestra de la arquitectura ecléctica. En 1910, fue consagrada por el cardenal Léon-Adolphe Amette.

### Plaza Léon Blum y Alcaldía del XI Distrito
La plaza Léon Blum se encuentra prácticamente en la mitad del bulevar. La alcaldía del distrito se sitúa en la plaza entre el propio bulevar y el bulevar Parmentier. Delante del edificio está situada una estatua del propio Léon Blum, obra de Philippe Garel. Concluida en 1985, fue instalada en la plaza en 1991 y movida ligeramente tras las obras de restauración de la plaza llevadas a cabo en 2007.